# 1910 în literatură
- 1909 în literatură — 1910 în literatură — 1911 în literatură

Anul 1910 în literatură a implicat o serie de noi cărți semnificative. 

## Cărți noi
- Jane Addams - Twenty Years at Hull House
- L. Frank Baum - The Emerald City of Oz
  - - Aunt Jane's Nieces in Society (ca "Edith Van Dyne")
- Arnold Bennett  - Clayhanger (primul volum al trilogiei)
- Oskar Braaten - Kring fabrikken
- Rhoda Broughton - The Devil and the Deep Sea
- John Buchan - Prester John
- Ivan Alexeyevich Bunin - The Village
- Colette - La Vagabonde
- William T. Cox - Fearsome Creatures of the Lumberwoods
- Walter de la Mare - The Return
- E. M. Forster - Howards End
- Zane Grey - Heritage of the Desert
- Hermann Hesse - Gertrud
- Gaston Leroux - The Phantom of the Opera
- Hermann Löns - Der Wehrwolf
- Martin Andersen Nexø - Pelle the Conqueror (volumul final)
- Baroness Orczy - Lady Molly of Scotland Yard
  - Petticoat Government
- Aleksey Remizov  - The Indefatigable Cymbal
- Rainer Maria Rilke - The Notebooks of Malte Laurids Brigge
- Mary Augusta Ward - Canadian Born
- H.G. Wells - The History of Mr. Polly
- Lucy Maud Montgomery - Kilmeny of the Orchard

## Premii
- Premiul Nobel pentru Literatură: